# Jacques Terpant
Jacques Terpant (Dauphiné, 11 april 1957) is een Franse stripauteur.
Terpant maakte een driedelige stripversie van de roman Sept Cavaliers (Zeven ruiters) van Jean Raspail. Hij kreeg daarvoor in 2011 de Prix Saint-Michel.
In 2011 verscheen tevens het eerste deel van de stripversie van Raspails roman Les Royaumes de Borée.  
- Biblioteca Nacional de España: XX913272
- Bibliothèque nationale de France: cb12012812b (data)
- Gemeinsame Normdatei: 1145793347
- International Standard Name Identifier: 0000 0001 0906 9643
- Library of Congress Control Number: no2015165055
- Nederlandse Thesaurus van Auteursnamen: 073907022
- Système universitaire de documentation: 08051491X
- Virtual International Authority File: 61556684
- WorldCat: E39PBJpjjfRQCw4b8qqDPrMpT3